# Bötet, Nagu
Bötet är ett berg i Finland. Den ligger i landskapet Egentliga Finland, i den sydvästra delen av landet, 170 km väster om huvudstaden Helsingfors. Bötet ligger på ön Högsar.